# Beta del Gall Dindi
Beta del Gall Dindi (β Pavonis) és un estel de magnitud aparent +3,43, el segon més brillant en la constel·lació del Gall Dindi. Està situada a 137 anys llum del sistema solar.
Catalogat com a gegant de tipus espectral A7III, Beta Pavonis té una temperatura superficial de 8.200 K. 58 vegades més lluminós que el Sol, el seu radi és 3,8 més gran que el radi solar; la mesura de la seva velocitat de rotació projectada, 81 km/s, comporta que el seu període de rotació siga com a màxim de 2,3 dies. Té una massa compresa entre 2,3 i 2,4 masses solars. Tots aquests paràmetres indiquen que, més que un veritable gegant, Beta Pavonis és un subgegant acabant la fusió del seu hidrogen intern. La seva edat actual s'estima en 60 milions d'anys, quan va néixer com una estrella B9.5V amb una temperatura ~ 2.000 K més alta que l'actual. Des de llavors també ha crescut en grandària, amb un diàmetre aproximadament el doble que quan es va formar. En última instància, finalitzarà els seus dies com una nana blanca la massa de la qual —una vegada expulsades les seves capes exteriors a través del vent estel·lar— només serà un 30% de la seva massa actual.
La seva composició química és una miqueta anòmala; enfront d'un gran nombre d'elements com magnesi, silici, calci i ferro, entre uns altres, l'abundància del qual està clarament per sota dels valors solars, uns pocs —com a ceri, estronci i europi— són clarament «sobreabundants»; especialment notable és el cas del neodimi, el contingut relatiu del qual és gairebé 5 vegades més elevat que en el Sol.